# Duque de Caxias Futebol Clube
Maillots
Le Duque de Caxias Futebol Clube est un club brésilien de football basé à Duque de Caxias dans l'État de Rio de Janeiro. Il évolue depuis 2010 en Série B.